# Sclerasterias
Genre
Sclerasterias est un genre d'étoiles de mer de la famille des Asteriidae.

## Liste des espèces
Selon World Register of Marine Species (21 janvier 2015) :
- Sclerasterias alexandri (Ludwig, 1905) -- Golfe de Panama
- Sclerasterias contorta (Perrier, 1881) -- Caraïbes
- Sclerasterias dubia (H.L. Clark 1909)
- Sclerasterias eructans (McKnight, 2006) -- Nouvelle-Zélande
- Sclerasterias euplecta (Fisher, 1906) -- Hawaii
- Sclerasterias eustyla (Sladen, 1889) -- Atlantique sud-est
- Sclerasterias guernei Perrier, 1891 -- Atlantique nord-est
- Sclerasterias heteropaes Fisher, 1924 -- Californie
- Sclerasterias mazophora (Wood-Mason & Alcock, 1891) -- Mer d'Andaman
- Sclerasterias mollis (Hutton, 1872) -- Nouvelle-Zélande
- Sclerasterias neglecta (Perrier, 1891) -- Europe (profonde)
- Sclerasterias parvulus (Perrier, 1891)
- Sclerasterias peregrina Bell
- Sclerasterias richardi (Perrier, 1882) -- Europe
- Sclerasterias satsumana Döderlein, 1902
- Sclerasterias tanneri (Verrill, 1880) -- Caraïbes

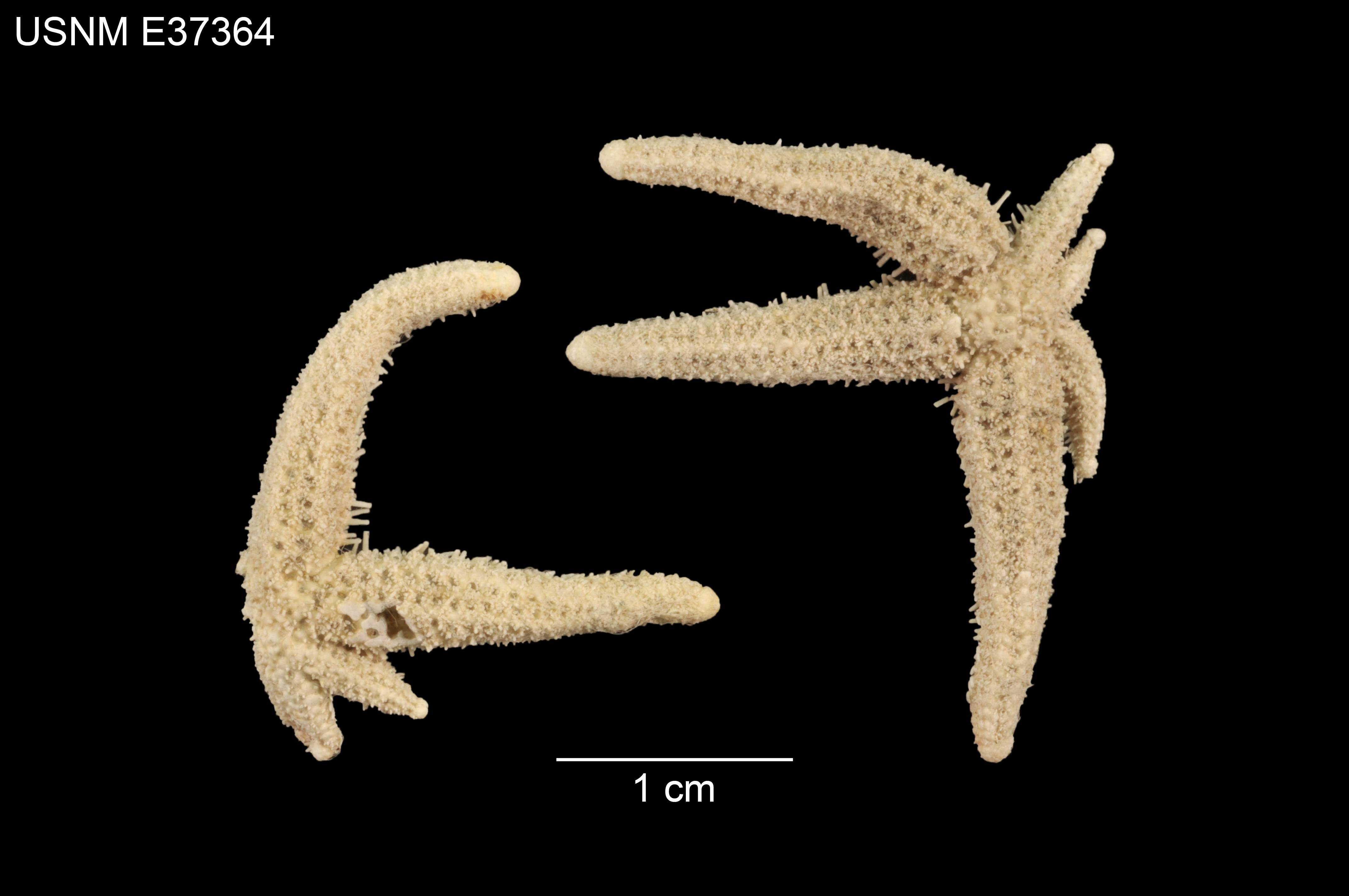
Sclerasterias alexandri
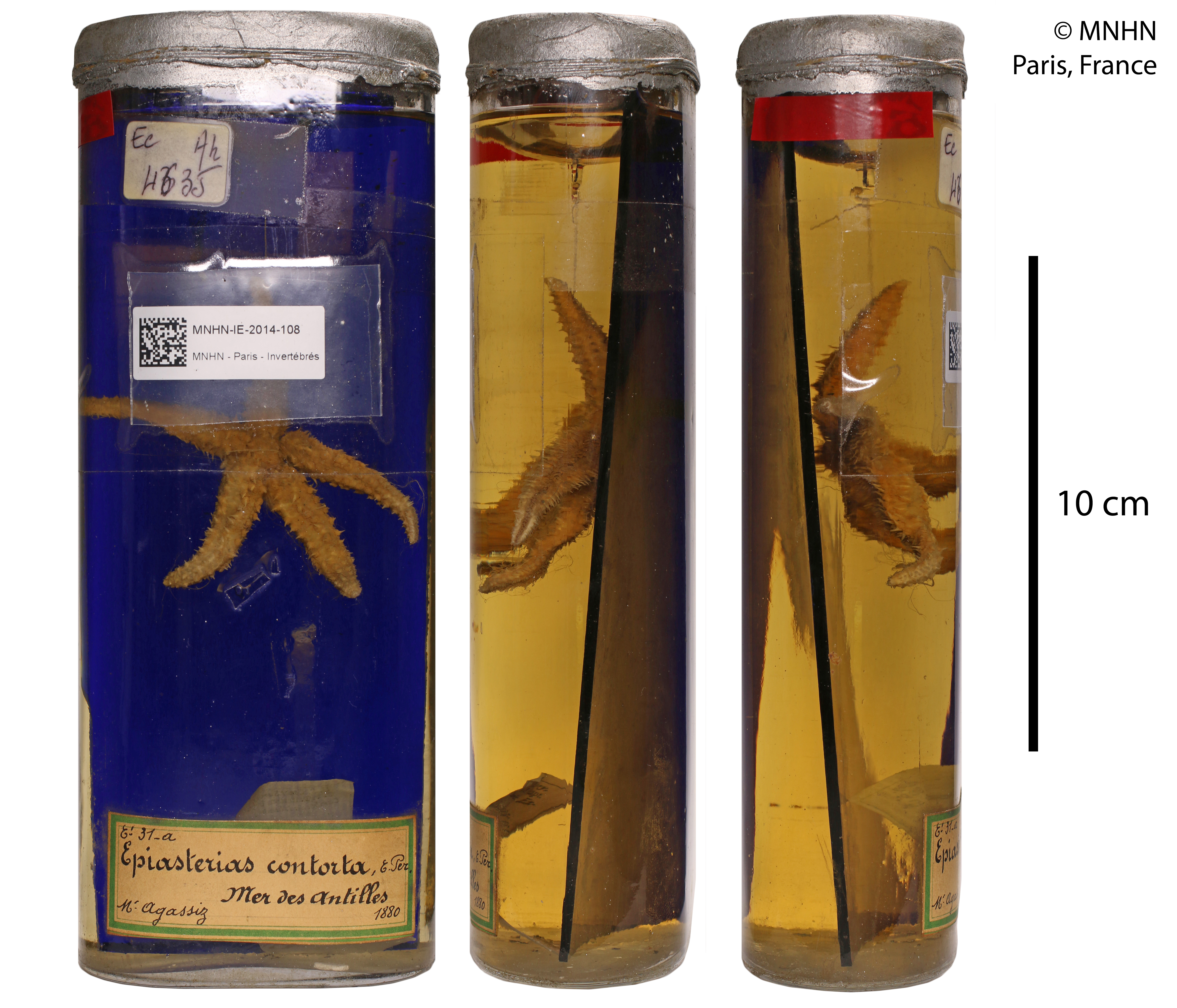
Sclerasterias contorta
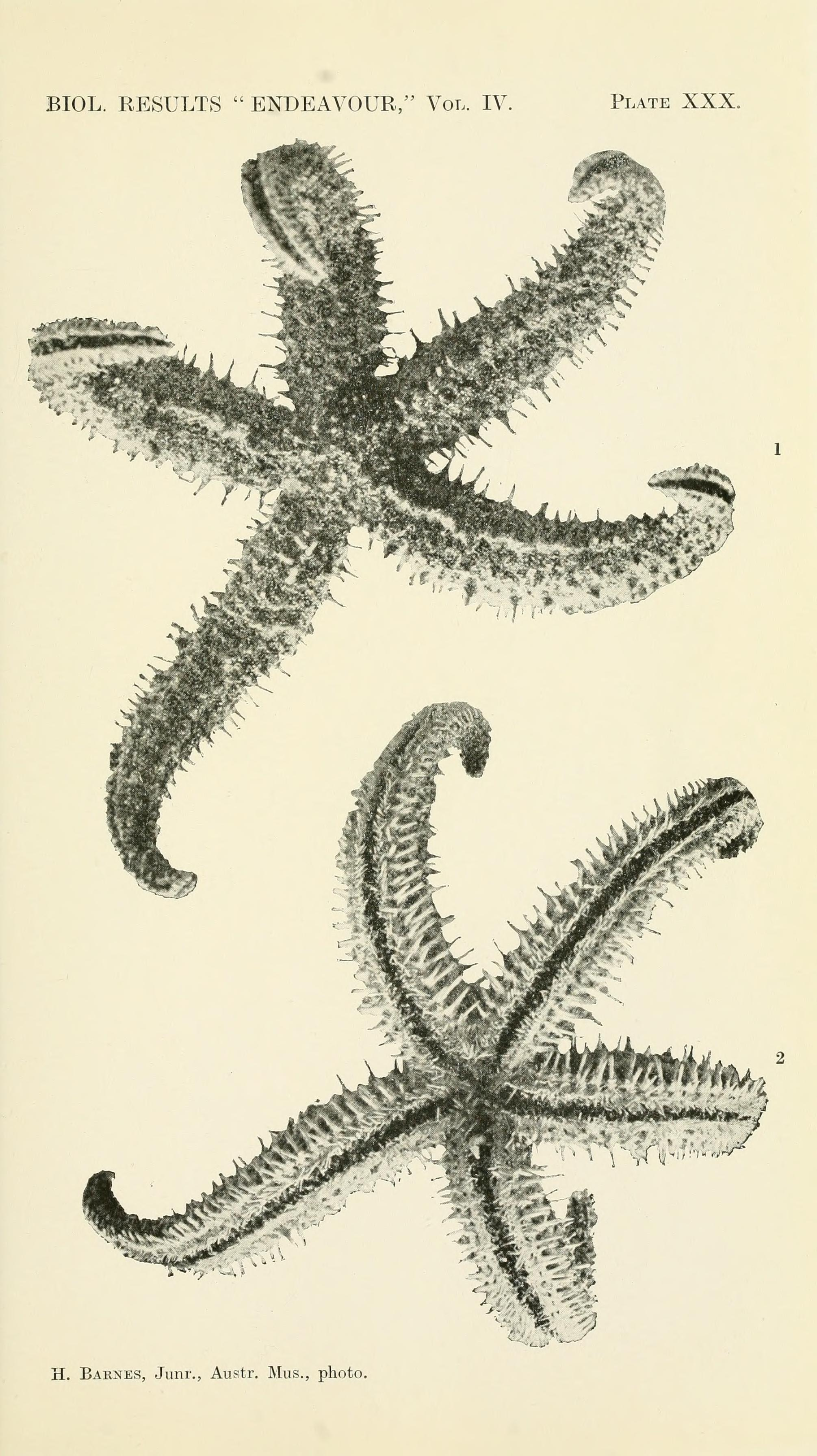
Sclerasterias dubia
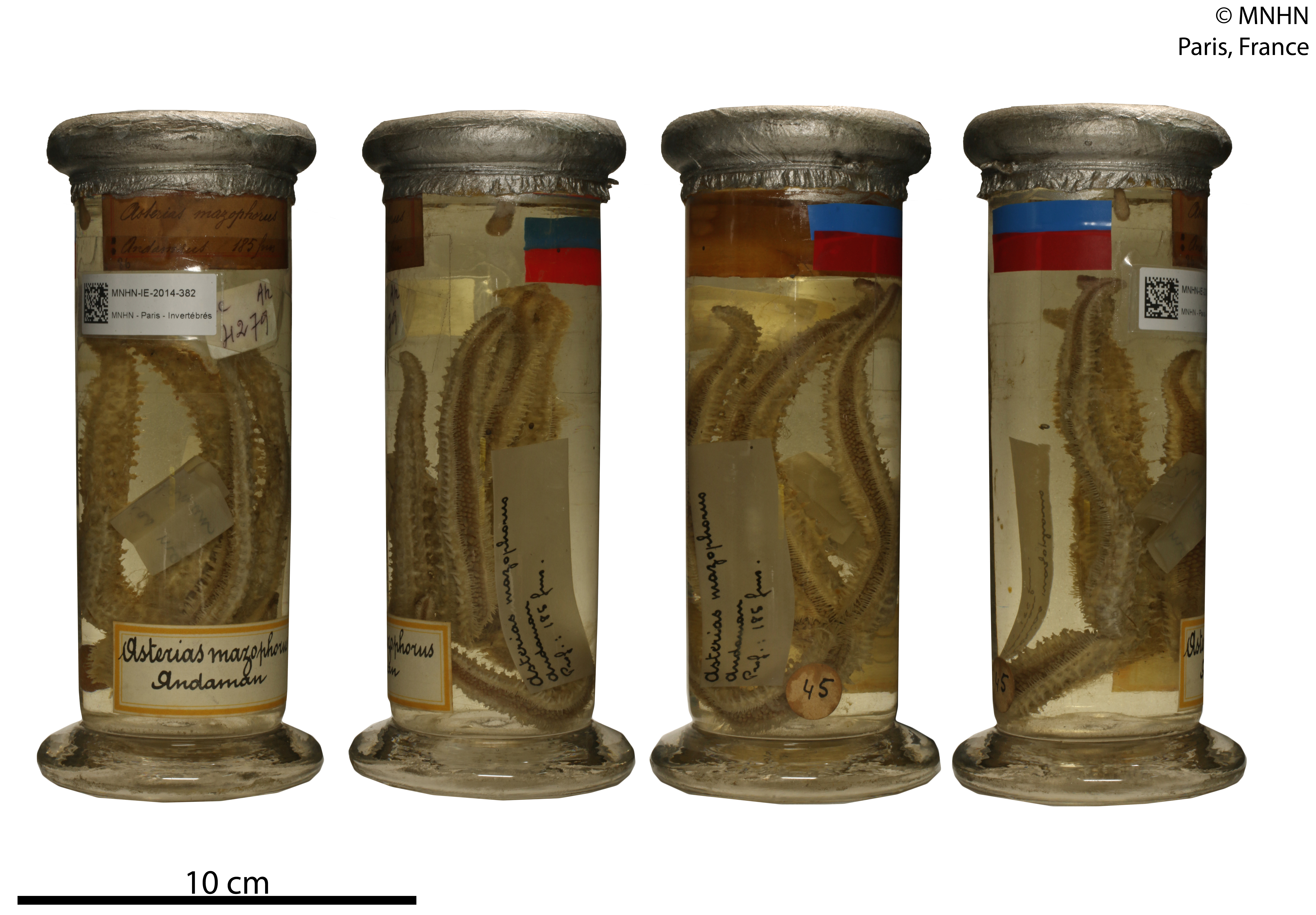
Sclerasterias mazophora
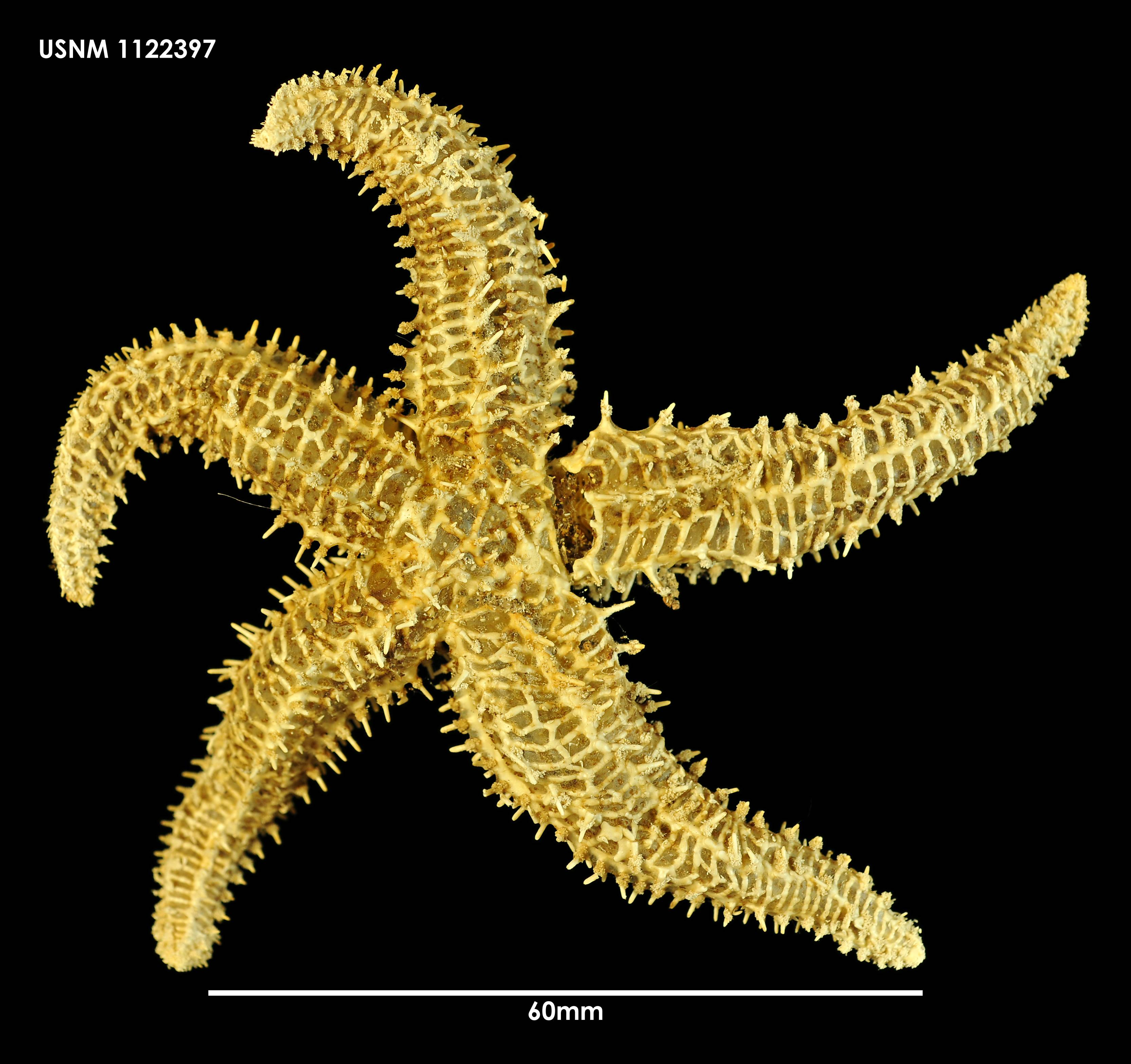
Sclerasterias mollis
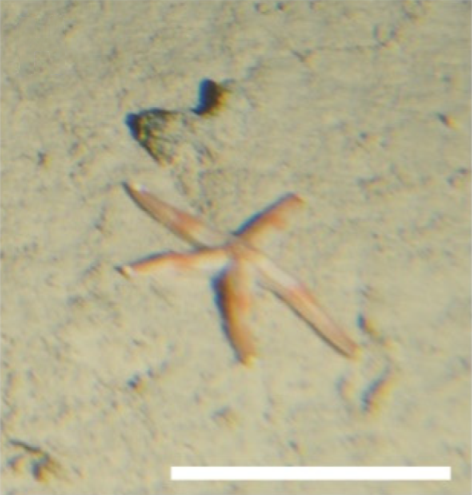
Sclerasterias neglecta
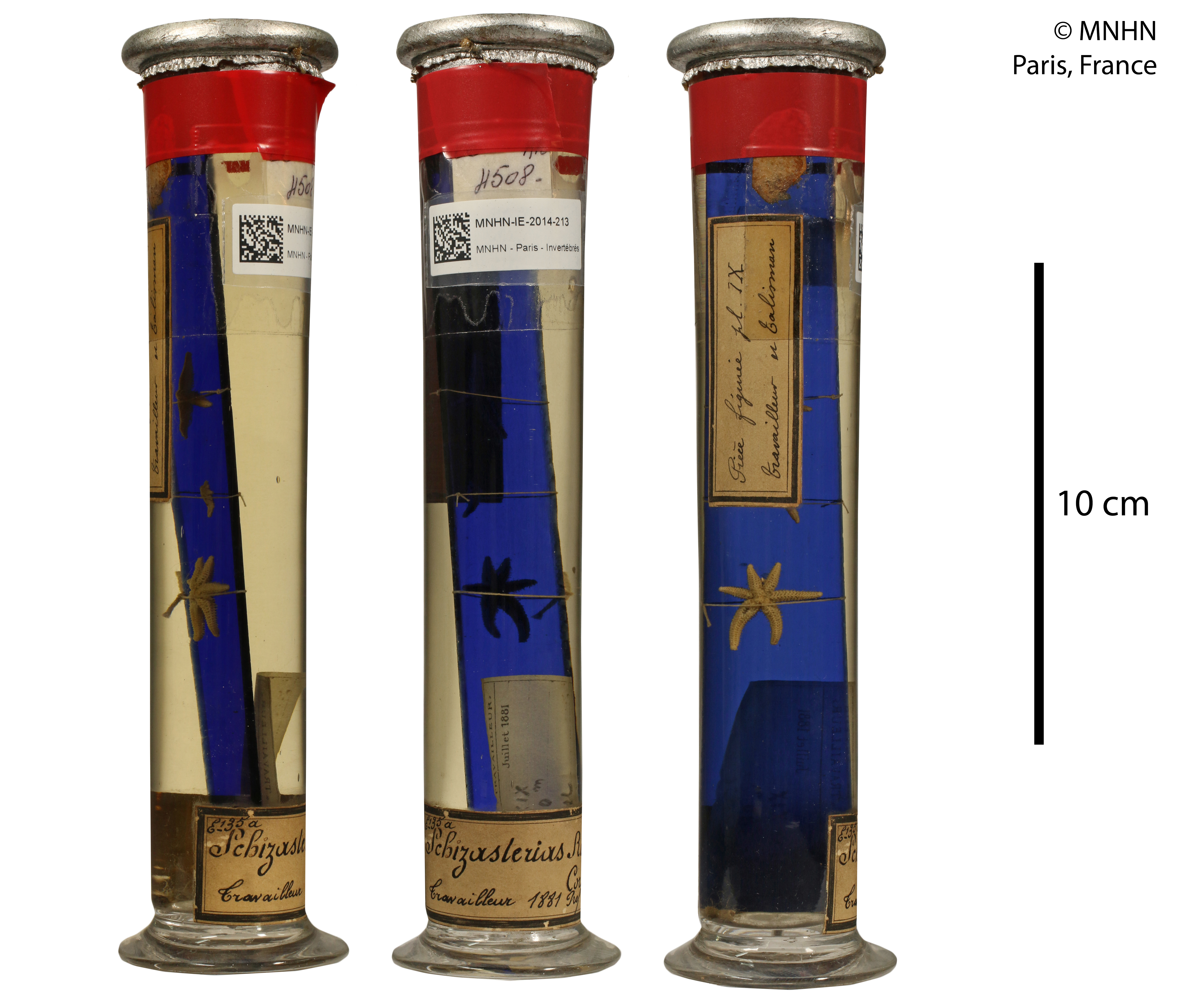
Sclerasterias richardi